# Hard
Hard (auch Hard am Bodensee) ist eine Marktgemeinde im österreichischen Bundesland Vorarlberg. Mit 13.787 Einwohnern (Stand 1. Jänner 2024) ist sie nach der Landeshauptstadt Bregenz die zweitgrößte Gemeinde im Bezirk Bregenz.

## Geografie
Die Marktgemeinde liegt am Südufer des Bodensees, eingebettet zwischen der Bregenzer Ach und der weiter westlich liegenden Mündung des Neuen Rheins in den Bodensee, und gehört zum Verwaltungsbezirk Bregenz im westlichsten österreichischen Bundesland Vorarlberg.
Die Europaschutzgebiete Mehrerauer Seeufer – Mündung der Bregenzerach und Rheindelta liegen teilweise auf Harder Gebiet.

### Gemeindegliederung
Hard besteht aus einer einzigen, gleichnamigen Katastralgemeinde und Ortschaft.

### Nachbargemeinden
|        |                                             |         |
| Fußach | Kompassrose, die auf Nachbargemeinden zeigt | Bregenz |
|        | Lauterach                                   |         |

## Geschichte
Um 700 n. Chr. kam es zur ersten Ansiedlung von Alemannen im Gebiet der heutigen Mittelweiherburg. Um 1200 wurden Waldungen in der Nähe des Bodensees gerodet. Das neue Dorf erhielt den Namen Hard (althochdeutsch: Wald). 1249 wurde Hard zum ersten Mal in einem Schutzbrief von Papst Innozenz IV. an das Kloster Mehrerau erwähnt.
Markgräfin Elisabeth (geb. Montfort) verkaufte die halbe Grafschaft Montfort-Bregenz an den Habsburger Erzherzog Siegmund. Hard gelangte dadurch 1451 zu Österreich. In der Schlacht bei Hard im Jahre 1499 besiegten die Eidgenossen die Ritter des Schwäbischen Bundes.
1620 wurde die erste Dorfschule erwähnt, 1646 wurde Hard eine selbständige Pfarrei.
1794 eröffnete die erste Textilmanufaktur, gegründet von dem Elsässer Samuel Vogel, ihre Pforten, die zugleich das Zeitalter der Industrialisierung einleitete. 1825 kaufte das Unternehmen «Jenny & Schindler» die stillgelegte Druckerei. Dessen führende Köpfe stammten aus dem Schweizer Kanton Glarus (darunter Samuel und Friedrich Wilhelm Schindler sowie Melchior Jenny) und gehörten zu den Mitbegründern der ersten evangelischen Gemeinde in Vorarlberg. Sie richteten eine Türkischrotfärberei und eine Druckerei ein und expandierten das Unternehmen mit Standorten in Hard und Kennelbach zu einem der größten der Vorarlberger Textilindustrie.
1806 kam es durch die bayerische Regierung zur Auflösung des Gerichts Hofsteig. Damit wurde Hard erstmals selbständige Gemeinde. Nach einer Aufzeichnung des Landammann Schneider aus dem Jahr 1808 hatte Hard 880 Einwohner, 176 Häuser und 221 Kühe.
1905 erhob Kaiser Franz Joseph I. Hard zur Marktgemeinde und verlieh ihr ein Gemeindewappen.

### Bevölkerungsentwicklung
Die Zunahme der Bevölkerung von 1991 bis 2001 beruht vor allem auf einer positiven Geburtenbilanz (+531), aber auch auf einer positiven Wanderungsbilanz (+193). Im folgenden Jahrzehnt ging die Geburtenbilanz etwas zurück (+435), dafür stieg die Wanderungsbilanz stark an (+713).

## Kultur und Sehenswürdigkeiten

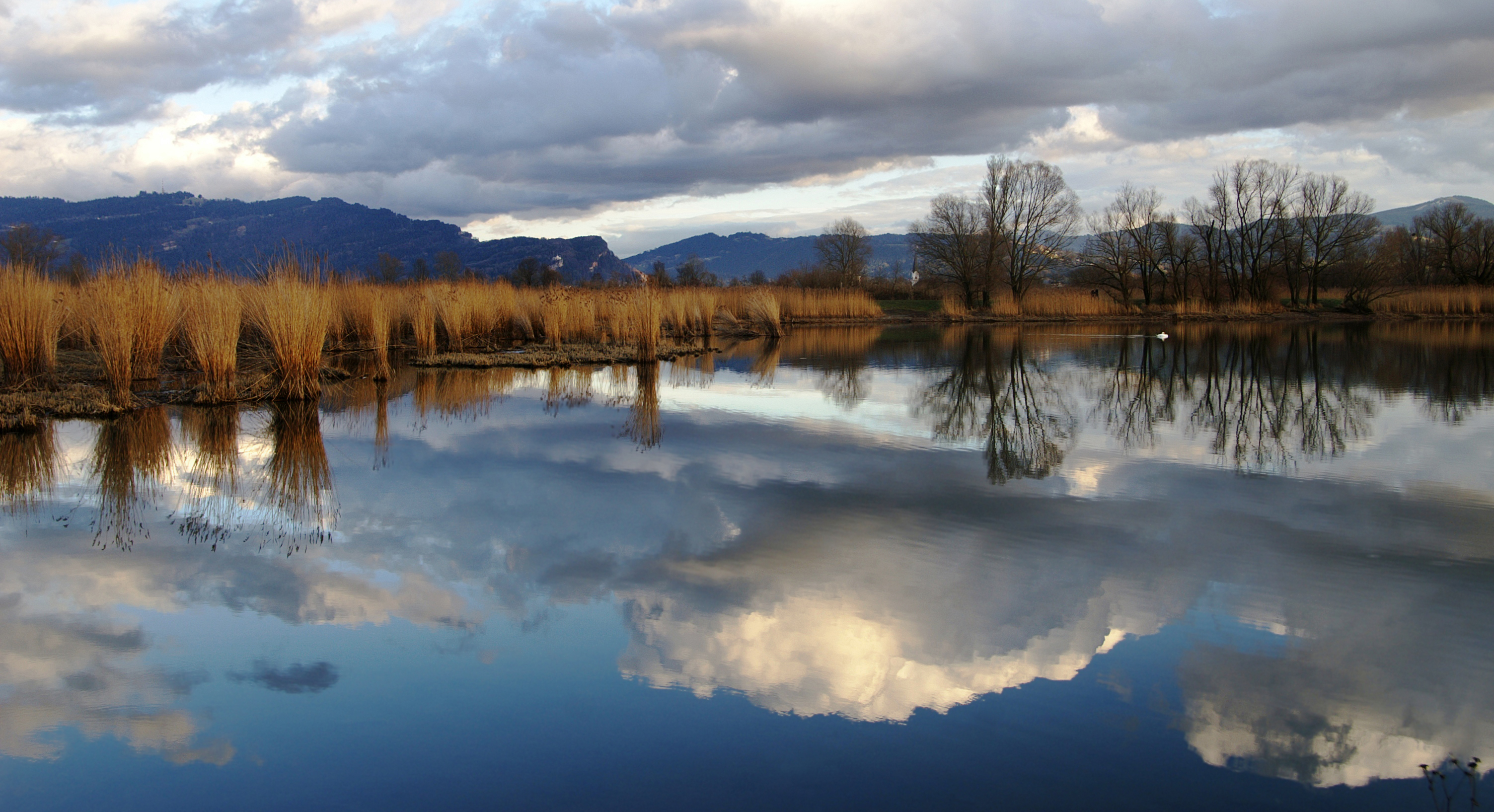
Schleienlöcher in Hard mit Blick zum Pfänder, Gebhardsberg und in den vorderen Bregenzerwald

- Die Pfarrkirche St. Sebastian liegt an der Uferstraße, nahe am See. Ein Vorgängerbau der heutigen Kirche wurde 1684 durch Balthasar Broll im Renaissancestil mit barocker Einrichtung erbaut. Der heutige neuromanische basilikale Bau wurde ab 1862 nach Plänen von Leonhard v. Clarini errichtet und 1876 geweiht.
- Die Kirche St. Martin liegt an der Mühlestraße und wurde 1974–1976 erbaut.
- Schleienlöcher – ein Naturschutzgebiet bei Hard im Rheindelta, zwischen der Dornbirner Ach und dem Neuen Rhein mit Buchten, Tümpeln und alten Seitenarmen der Flüsse.[3] Wegen des häufigen Vorkommens der Schleie wurden solche Lebensräume auch als „Schleienlöcher“ bezeichnet.[4]
- Technikdenkmal Hohentwiel, seit 1990 – siehe Verkehr
- Textildruckmuseum Mittelweiherburg: 1794 wurde in der ehemaligen Wasserburg eine Textildruckerei eingerichtet, damals war es eine der wichtigsten Textildruckfabriken in ganz Österreich. Heute dient das Gebäude nur noch als interessantes Museum, das auch mit Führungen besichtigt werden kann.
- Villa Jenny: Villa der ehemaligen Besitzer des heutigen Textildruckmuseums Melchior und Samuel Jenny, kann heute u. a. auch als Kunstmuseum besichtigt werden.
- Der Wasserturm Hard-Fußach wurde 1900 erbaut, 1902 wurde das Fußacher Wassersystem zusätzlich angeschlossen.
- Das Rathaus ist ein großer, von oben gesehen linsenförmiger Bau von 1996 (Architekten Klas & Lässer).
- Das Rheintalhaus an der Landstraße 8 ist ein Blockbau aus dem 17. Jahrhundert. Die Gesimse sind profiliert, die Flugsparrendreiecke mit 1671 datiert.

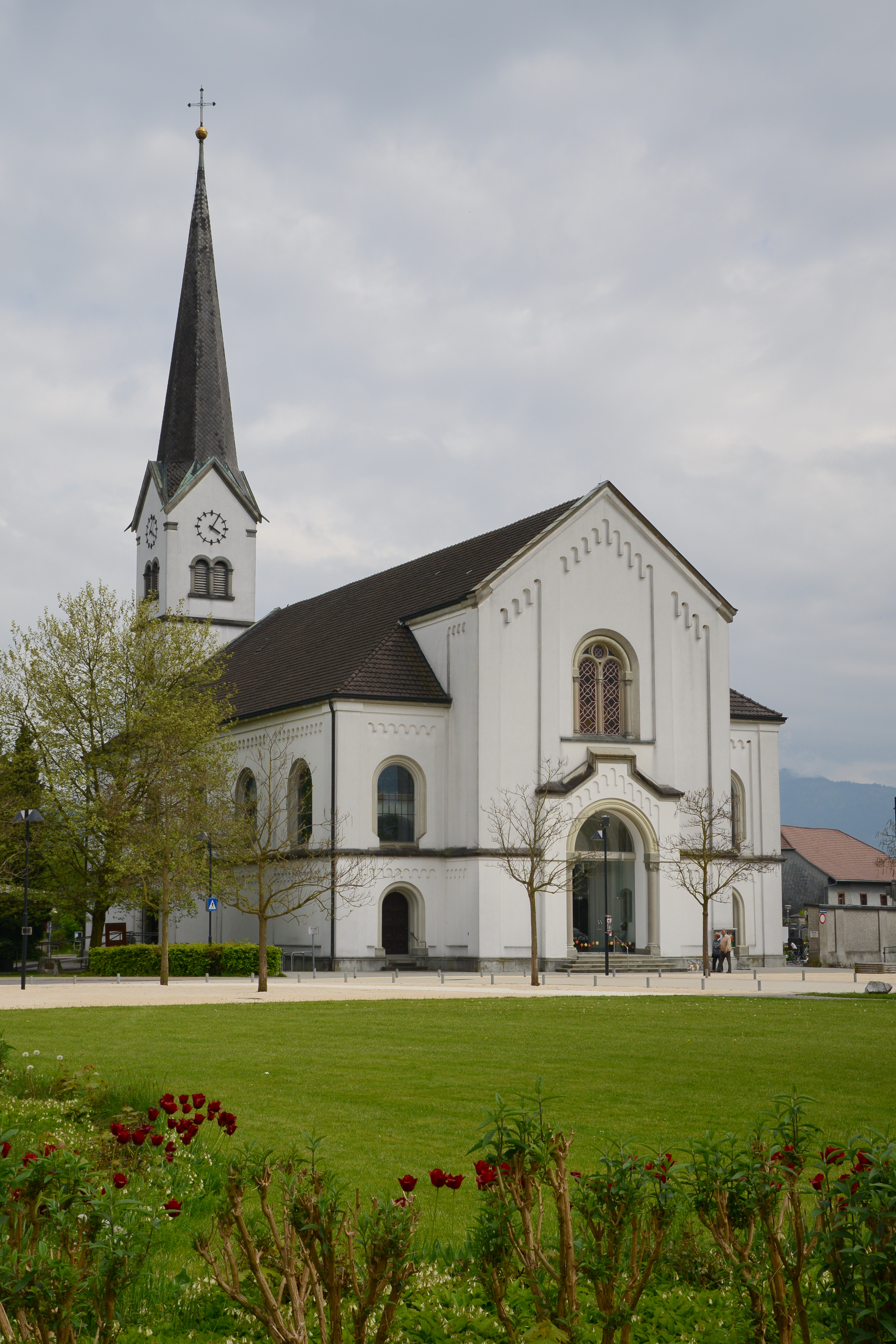
Pfarrkirche St. Sebastian
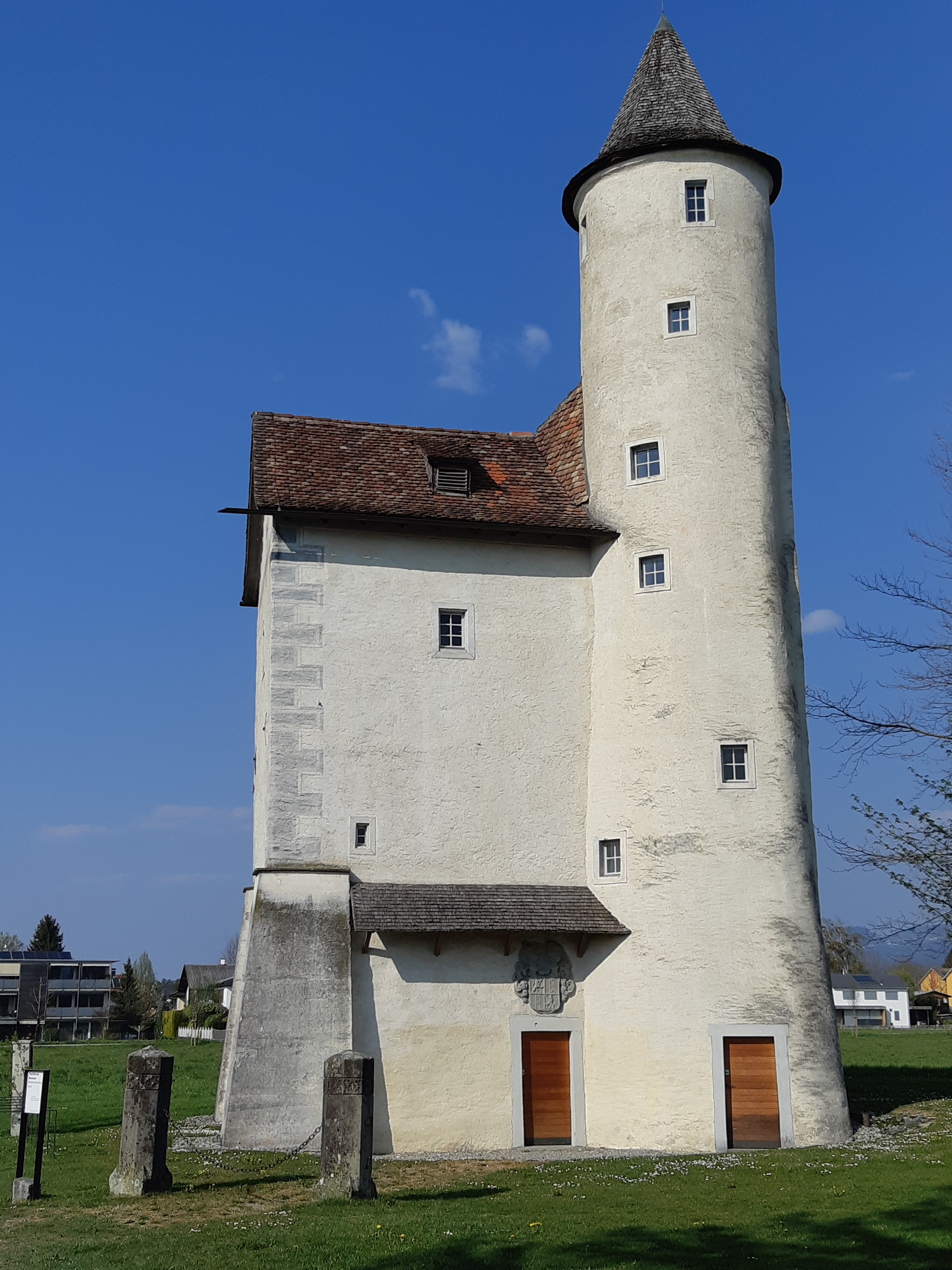
Mittelweiherburg (Museum für Textildruck)
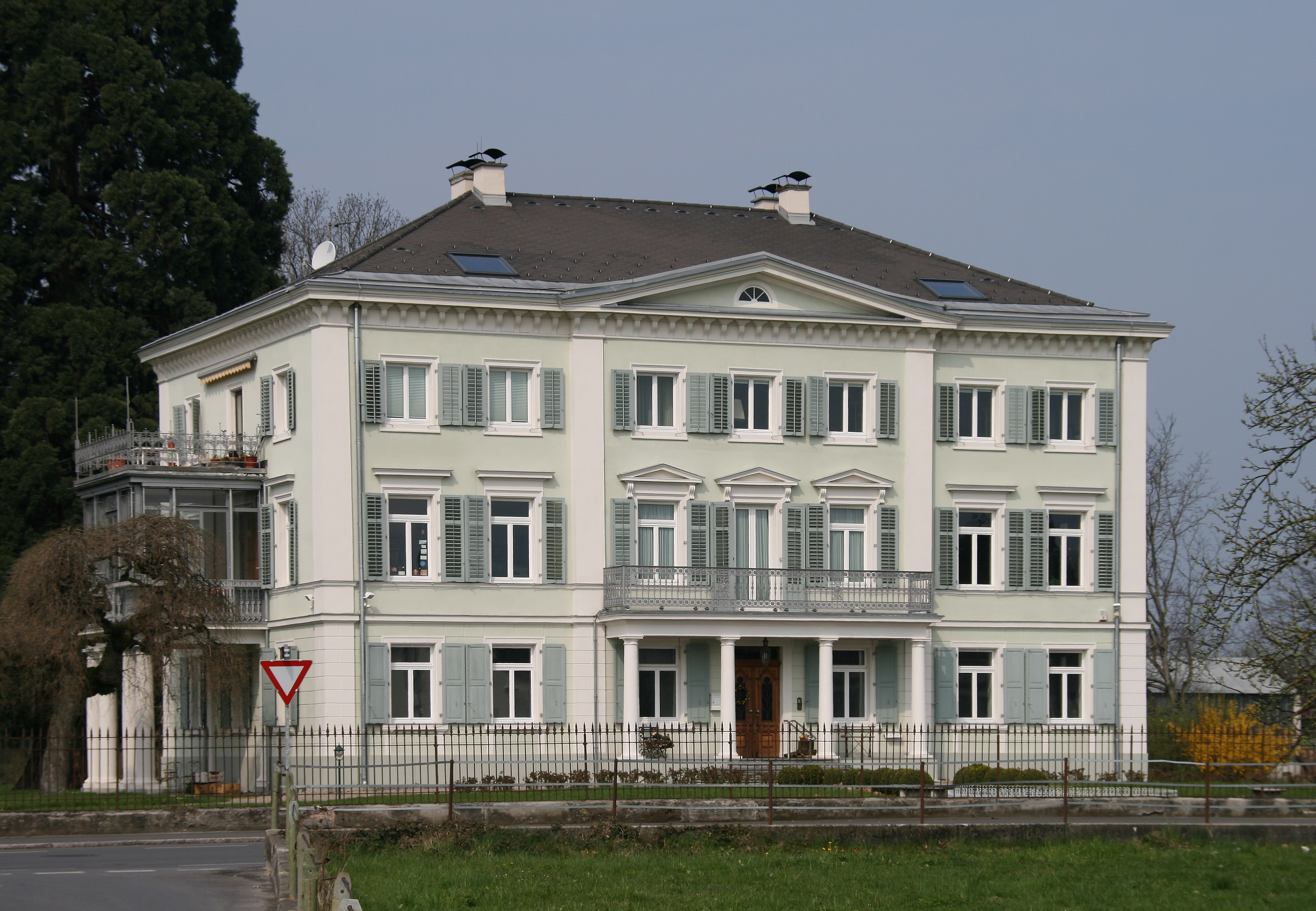
Villa Jenny (Bildungszentrum Hard)
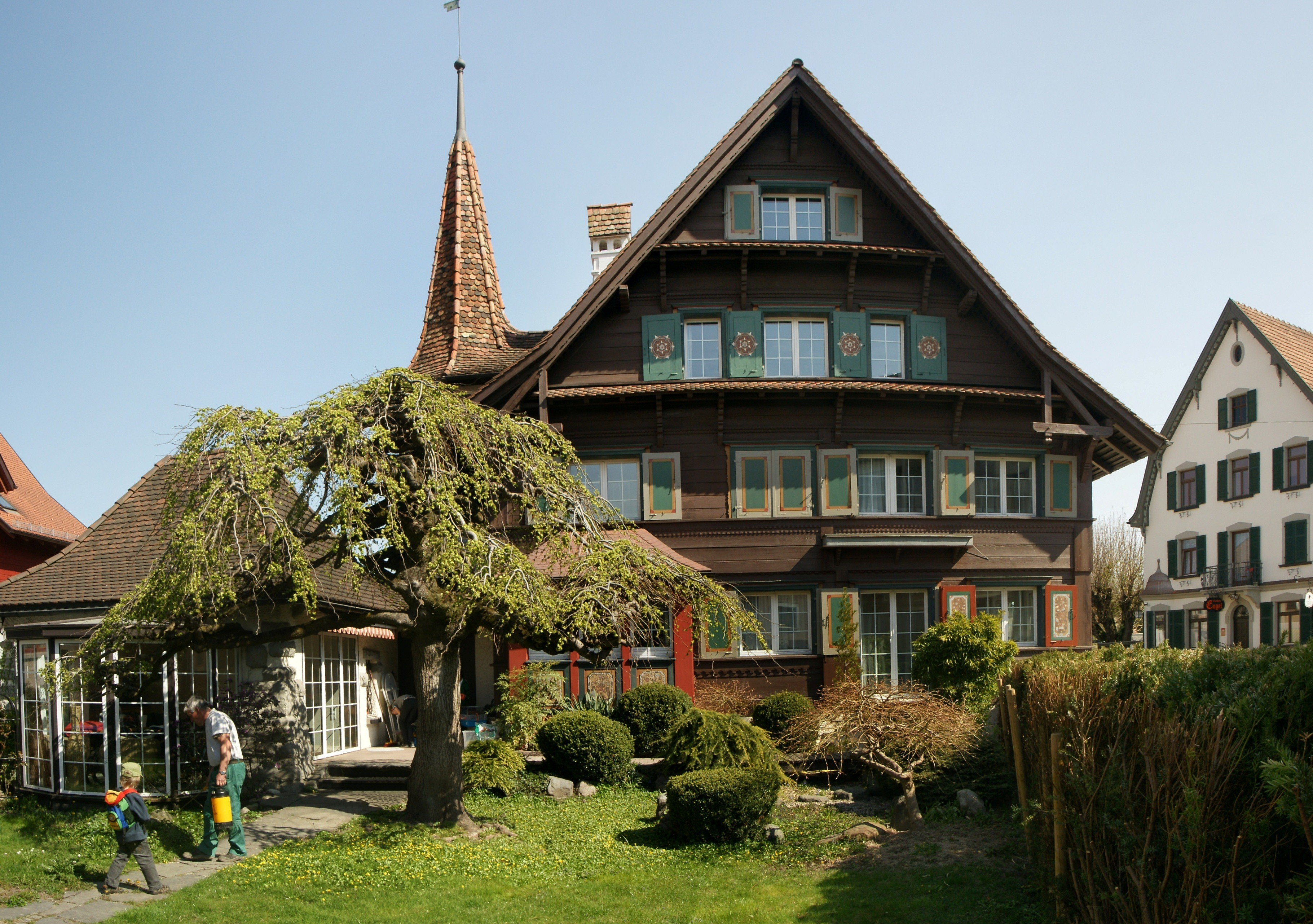
Rheintalhaus von Johann Anton Tscharner 1936 erbaut
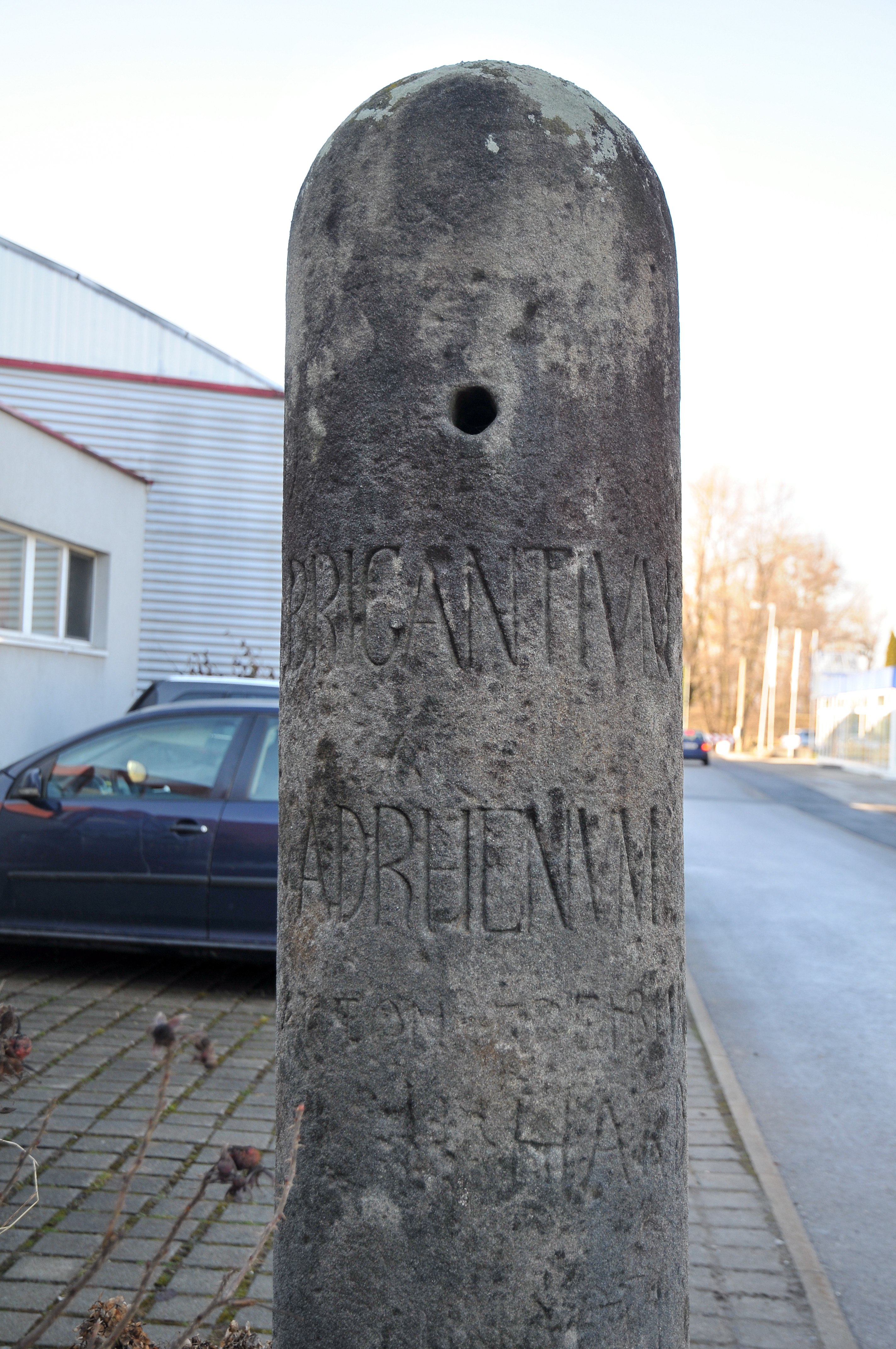
Römerstein

### Ortsbildgestaltung
Im Rahmen des europäischen Wettbewerbs „Entente Florale Europe“ wurde Hard 1996 mit einer Goldmedaille in der Kategorie Dorf ausgezeichnet.

### Kultur
- Bibliothek
- Harder Literaturpreis (wird seit 1983 alle drei Jahre vergeben)
- Textildruckmuseum Mittelweiherburg
- Kulturwerkstatt Kammgarn

Auf dem Gelände der früheren Vorarlberger Kammgarnspinnerei in der Spinnereistraße liegt ein Ensemble aus Fabrikgebäude und Arbeiterwohnhäusern. Im Fabriksgebäude befindet sich die überregional bekannte „Kulturwerkstatt Kammgarn“. Neben dem Betrieb mit Veranstaltungen über das gesamte Jahr findet im Spätsommer jeweils das Kleinkunstfestival FOEN-X statt. Das Spinnereigebäude ist ein Bau mit eingeschoßiger Eisenkonstruktion im Spinnereisaal und einer repräsentativen langgestreckten Front, es wurde 1896 erbaut und 1909 durch Josef Schöch erweitert. Die Wohnhäuser wurden in zwei Zeilen 1910/11 sowie 1924/25 erbaut.

## Wirtschaft und Infrastruktur
Am Ort gab es im Jahr 2003 252 Betriebe der gewerblichen Wirtschaft mit 3.541 Beschäftigten und 213 Lehrlingen. Lohnsteuerpflichtige Erwerbstätige gab es 5274. Ein wichtiger Wirtschaftsfaktor ist auch der Fremdenverkehr.

### Bedeutende Industriebetriebe
- ALPLA Gruppe
- MAWERA Holzfeuerungsanlagen
- Faigle Kunststofftechnik
- Künz GmbH – Containerkrane, Spezialkrane und Stahlwasserbau[6]
- Simplon GmbH – Fahrradhersteller

### Verkehr und Seehafen
Hard liegt an der Bahnstrecke St. Margrethen–Lauterach und an der Schweizer Straße (L 202), die eine verkehrstechnisch wichtige Verbindung von Bregenz in die Schweiz darstellt.
In Hard führt die letzte Brücke über den Alpenrhein vor seiner Mündung in den Bodensee.
Am Ort gibt es einen Seehafen. Dort liegt auch das inzwischen österreichische Dampfschiff und Technikdenkmal Hohentwiel, der letzte aktive Schaufelraddampfer auf dem Bodensee. Sie war ursprünglich die ehemalige Staatsyacht des letzten Königs von Württemberg Wilhelm II. mit dem Heimathafen Friedrichshafen. Die Hohentwiel ist nach ihrer Renovierung das einzige noch betriebene Dampfschiff (Dieselkessel) und zugleich das älteste, immer noch verkehrende Passagierschiff auf dem Bodensee. Sie verkehrt im Charterbetrieb.
In Hard bildet der Rhein nahe seiner Mündung im Bodensee immer wieder Sandbänke aus, die Segelboote mit Kiel auf Grund auflaufen und kippen lassen können. Eine Warnboje wurde daher gesetzt.

### Mineralquelle
Eine aus der Bregenzer Ache und dem Rheindelta entstammende schwefelhaltige Talquelle mit einem Gehalt von > 10 mg Eisen pro Liter Wasser wurde früher mit Moorzusätzen versehen und als Heilquelle angesehen.
Das dazugehörige Bad ist heute aufgelassen, die Quelle wird nicht mehr gewerblich genutzt.
Nachweisbar ist die Nutzung der Quelle seit 1684, als der Bademeister Hans Ölz die Badehütte samt Badekessel und Zubern etc. an Hans Georg Arbagauß aus Graubünden um 815 Gulden verkaufte.
Bis zum Ende der 1970er Jahre bestand der Badebetrieb in Bad Hard.

### Soziale Einrichtungen
- Kindergärten (Falkenweg, Hofsteig, See, Wallstraße)
- Seniorenhaus Hard
- Krankenpflegeverein
- Sozialsprengel
- Rotes Kreuz Hard

### Bildung

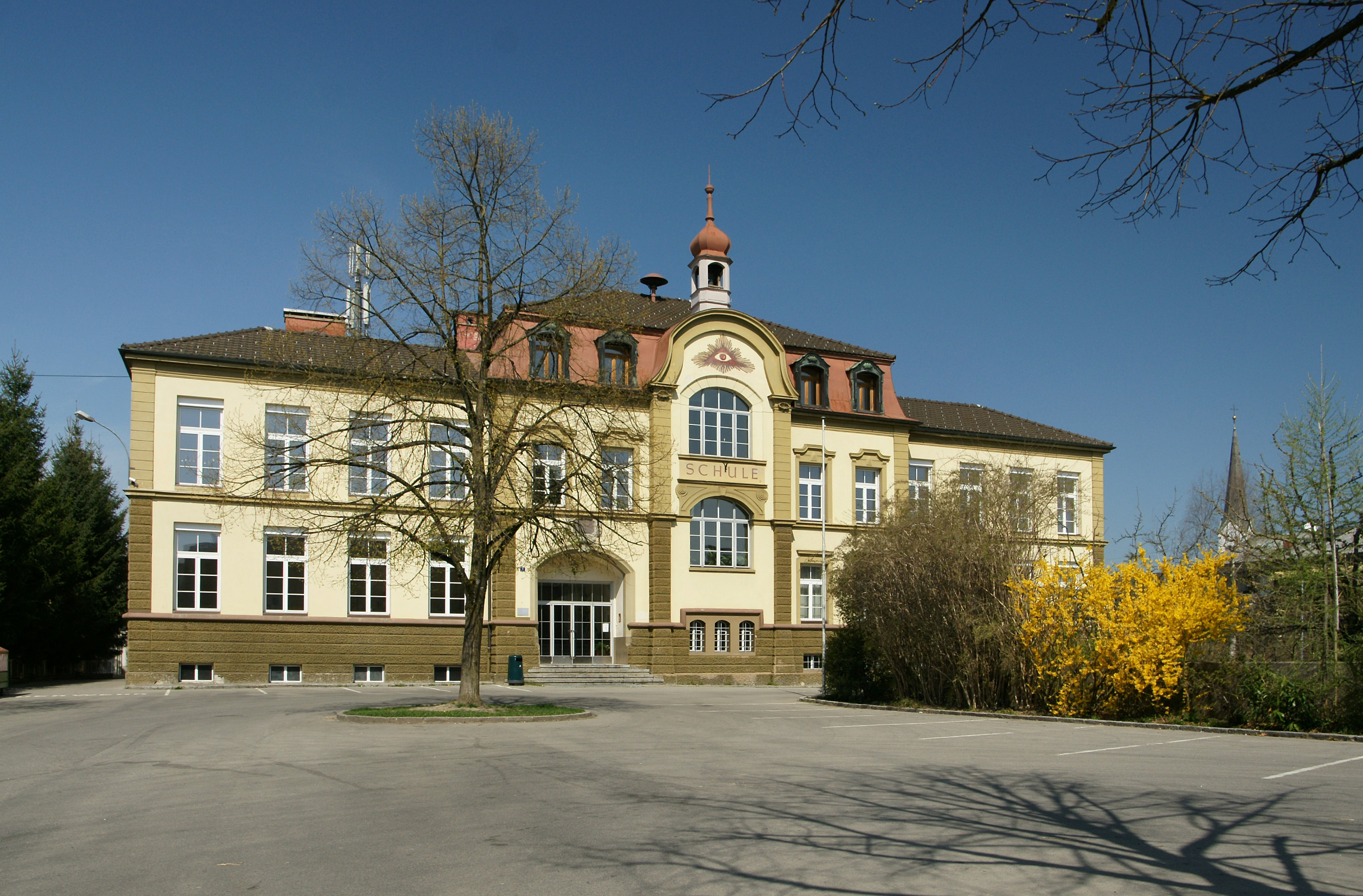
Ehemalige Volksschule Markt am Schulweg, erbaut 1901/02

- Volksschule Mittelweiherburg (mit Montessori Klassen)
- Mittelschule Mittelweiherburg (mit bildnerisch-kreativem Schwerpunkt)
- Schule am See (gemeinsam geführte Volks- und Mittelschule mit Schwerpunkten Informatik sowie Sport und Bewegung)
- Musikschule Hard

### Sport und Freizeit
Der bekannteste Sportverein ist der Alpla HC Hard, der in der Handball Liga Austria (HLA) spielt und in den Jahren 2003, 2012, 2013, 2014, 2015 und 2017 Meister wurde.
In Hard bieten sich das ganze Jahr viele Möglichkeiten Sport zu betreiben. So beispielsweise ein Eislaufplatz, Eisstockschützenplatz (auch auf Beton), FKK-Strand, Kegelbahn (mit acht Bahnen auch für internationale Turniere tauglich), Minigolfplatz, Schützenheim (Union Schützengilde Hard), Seesportanlage, Segel- und Motorbootschule Hard, Skaterplatz (Größter in Vorarlberg), Sporthalle am See (die Heimhalle des HC Hard), Strandbad (von der Fläche her das größte am Bodensee), Tennisplätze, Waldstadion (Heimstadion des FC Hard).
Nach einjähriger Planungsphase wurde im März 2023 vom Gemeinderat der nötige Neubau des Strandbads Hard bis Juni 2024 beschlossen.

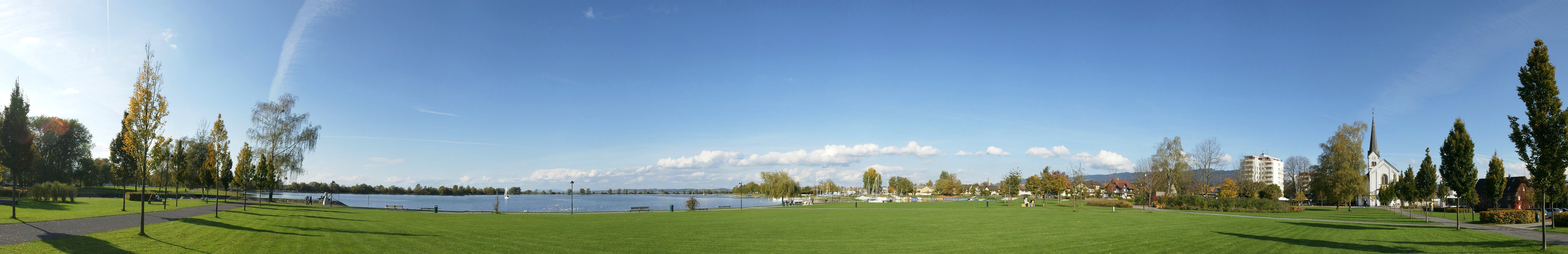
Seepark, Hard

## Politik

### Gemeindevertretung
In Vorarlberg wählen die Bürger alle fünf Jahre die Mitglieder der Gemeindevertretung durch Ankreuzen eines Listen-Wahlvorschlages bzw. durch Mehrheitswahl wenn kein Listenvorschlag vorliegt. Weiters den Bürgermeister durch Ankreuzen eines Wahlvorschlages.
Die Gemeindevertretung wählt in der konstituierenden Sitzung aus ihrer Mitte – sofern keine Wahl durch die Bürger zustande kam – gemäß § 61 GG einen Bürgermeister und dann einen mindestens dreiköpfigen Gemeindevorstand. Die Zahl dieser „Gemeinderäte“ darf aber gemäß § 55 GG den vierten Teil der Zahl der Gemeindevertreter nicht übersteigen. 
Der Bürgermeister führt den Vorsitz bei den generell öffentlichen Sitzungen der Gemeindevertretung, in denen kommunale Belange besprochen und Beschlüsse gefasst werden. Beobachter haben kein Mitspracherecht und kein Stimmrecht. Die Gemeindevertretung kann nach Bedarf Ausschüsse bestellen. Sitzungen des Gemeindevorstandes und der Ausschüsse sind nicht öffentlich.

#### Sitzverteilung nach den Wahlen
- Gemeindevertretungswahlen 1985: ÖVP 21, SPÖ 7, FPÖ 2.[13]
- Gemeindevertretungswahlen 1990: ÖVP 17, SPÖ 6, Harder Liste 4, FPÖ 3.[14]
- Gemeindevertretungswahlen 1995: ÖVP 19, SPÖ 4, FPÖ 3, Harder Liste 3, LIF 1.[15]
- Gemeindevertretungswahlen 2000: ÖVP 17, Harder Liste 5, SPÖ 4, FPÖ 4.[16]
- Gemeindevertretungswahlen 2005: ÖVP 13, Harder Liste 7, SPÖ 6, Grünes Hard 4, FPÖ 3.[17]
- Gemeindevertretungswahlen 2010: ÖVP 18, Harder Liste 6, Grünes Hard 3, FPÖ 3, SPÖ 3.[18]
- Gemeindevertretungswahlen 2015: ÖVP 17, Grünes Hard 6, Harder Liste 5, FPÖ 3, SPÖ 2.[19]
- Gemeindevertretungswahlen 2020: ÖVP 11, Mitnand für Hard 10, Grünes Hard 8, Harder Liste 2, FPÖ 2.[20]
- Gemeindevertretungswahlen 2025: Zukunft Hard 13, Mitnand für Hard 8, Grünes Hard 6, FPÖ 4, NEOS 1, Ja für Hard 1.[21][22]

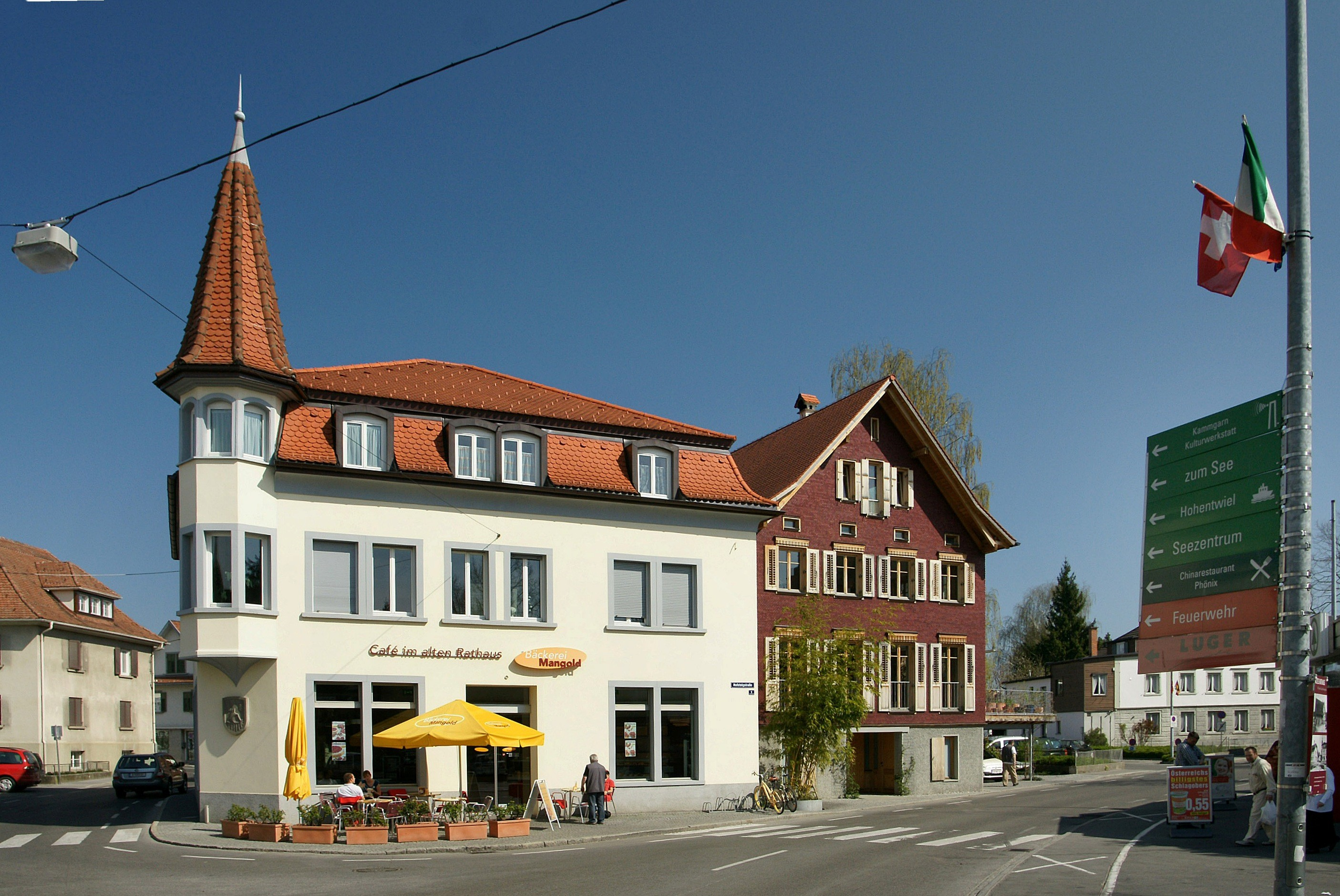
Alte Rathaus, erbaut 1909.
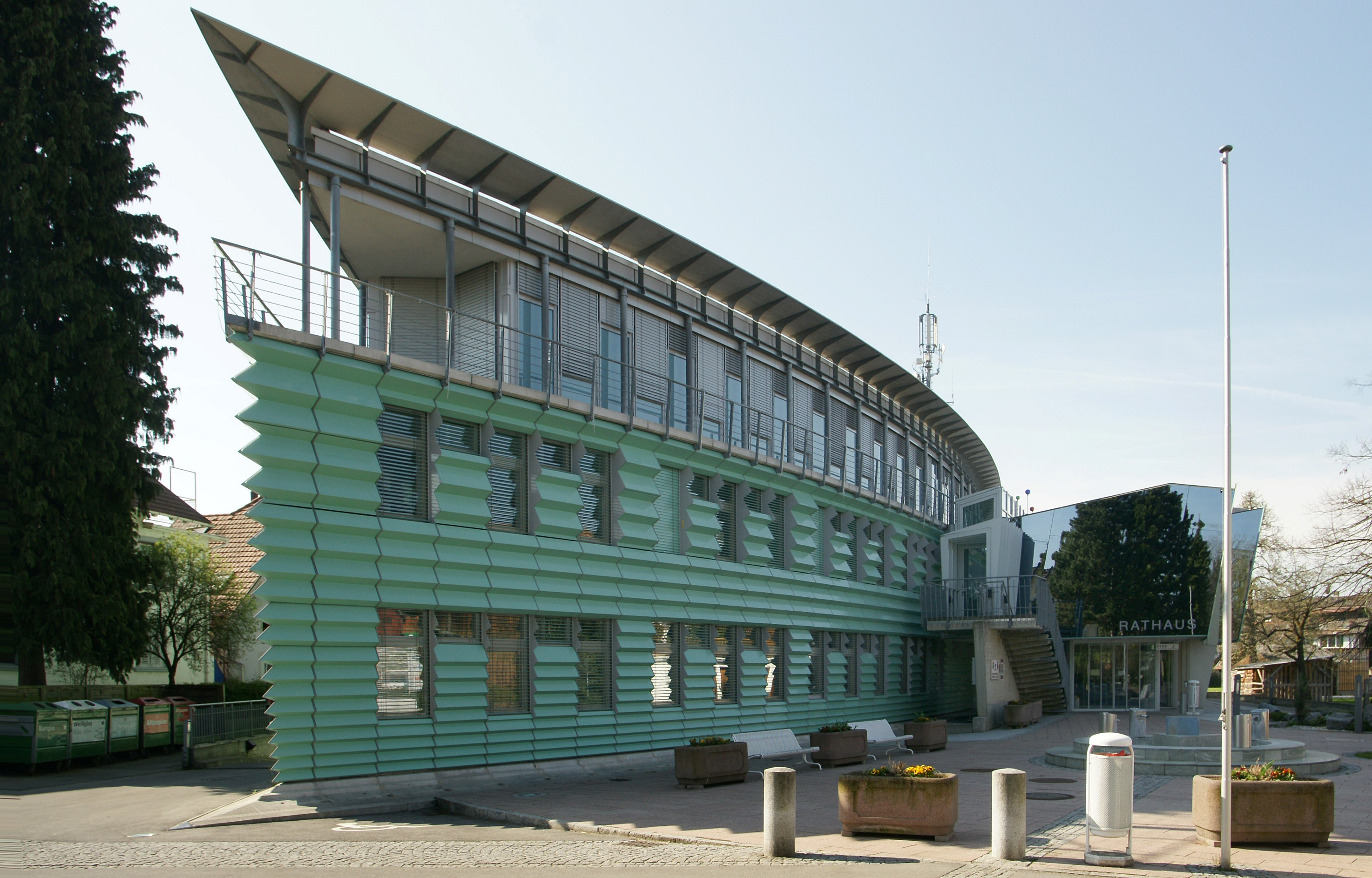
Das neue Rathaus von Hard…
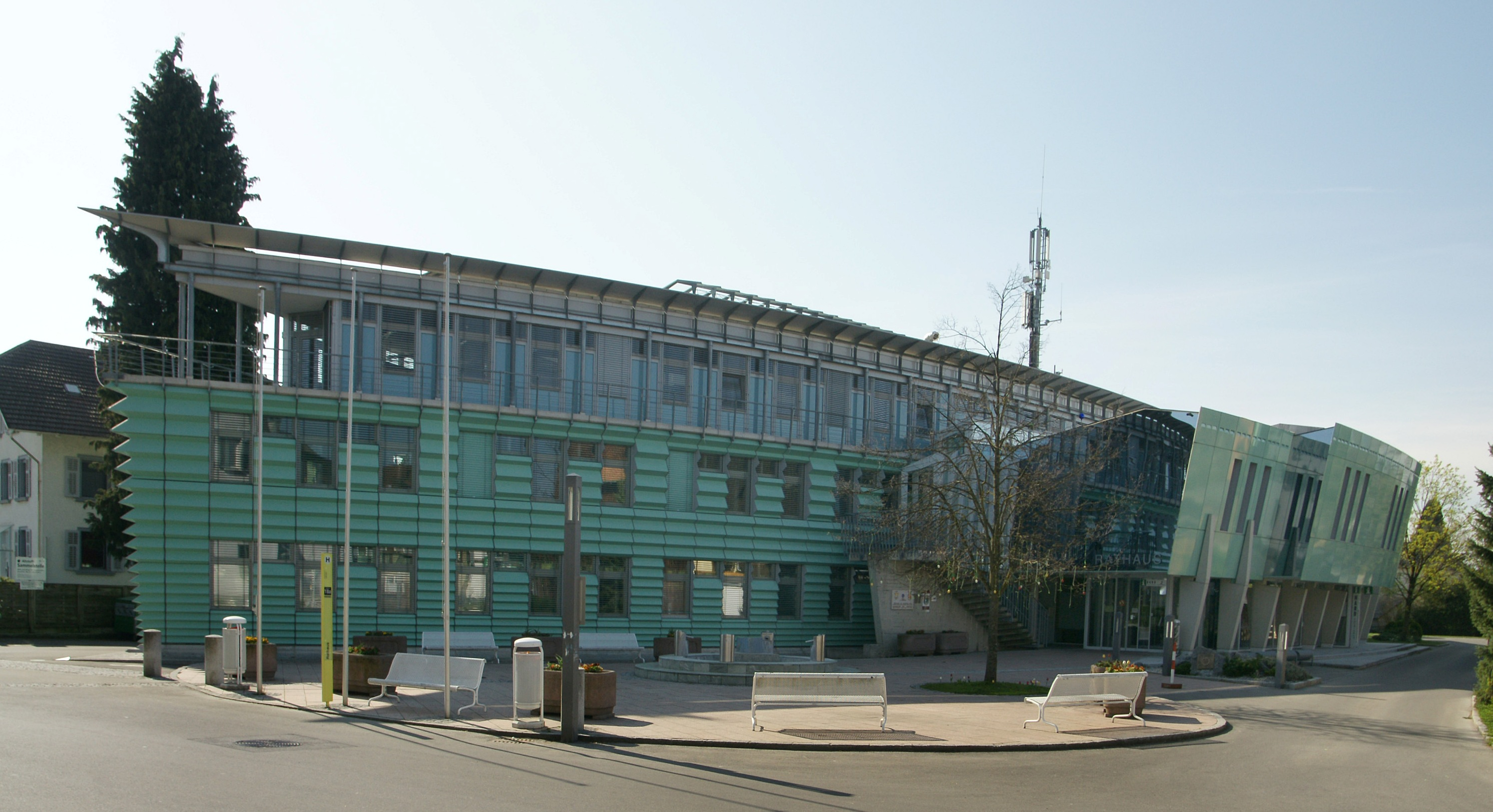
…wurde von 1994 bis 1996 erbaut.
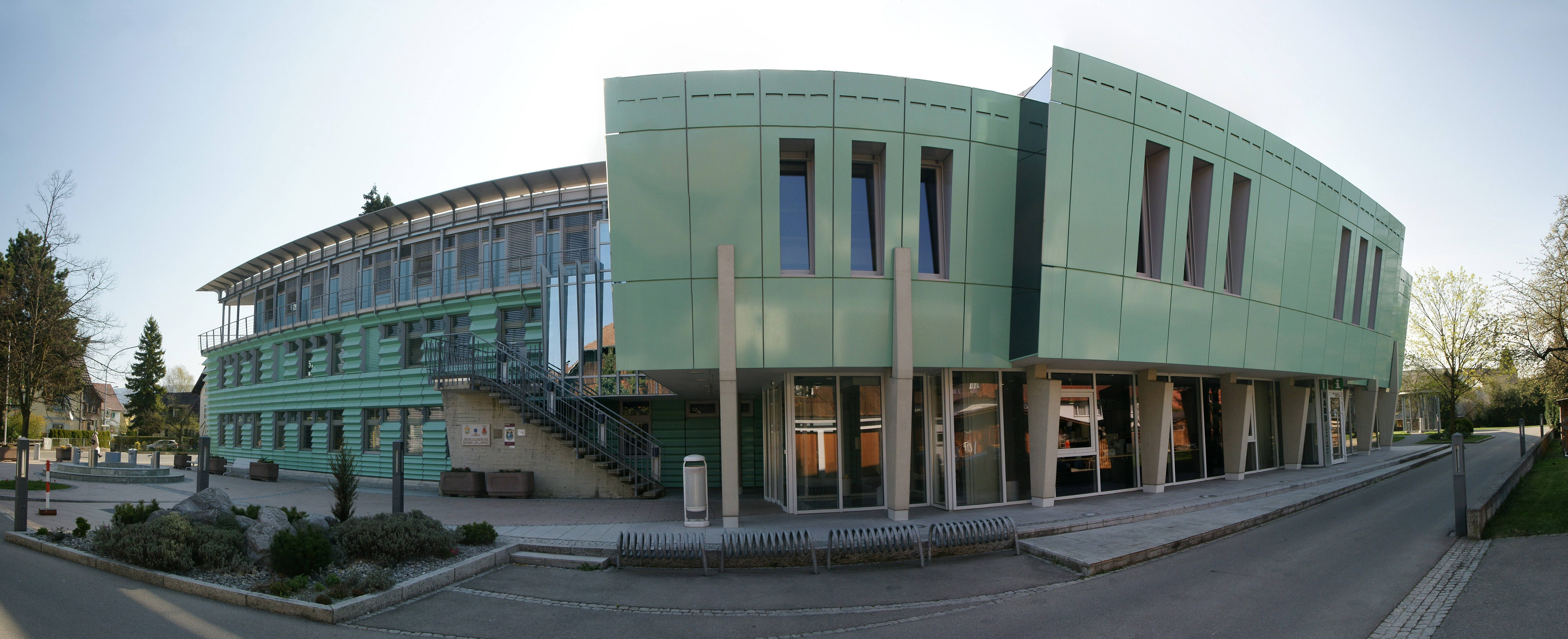
Architekten: Klas & Lässer – FAB–02
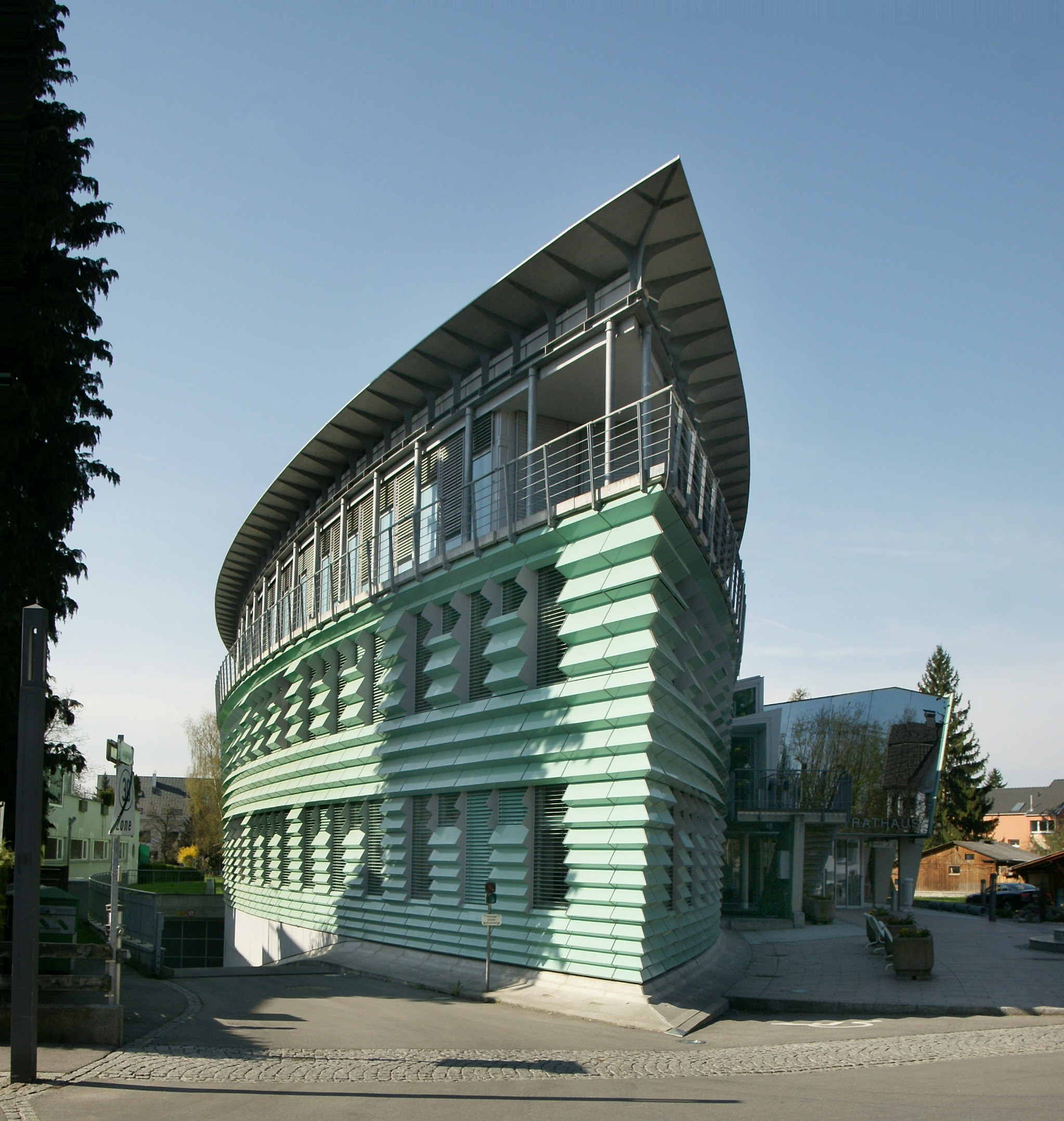
Nordansicht

### Bürgermeister
Bürgermeister seit der Erhebung zur Marktgemeinde
- 1900–1906 Franz Jussel
- 1906–1936 Johann Mager
- 1936–1938 Franz Josef Birnbaumer
- 1938–1945 Rudolf Gunz
- 1945–1947 Franz Josef Birnbaumer[23]
- 1947–1950 Adolf Kölbl[23]
- 1950–1954 Josef Blenk[23]
- 1954–1970 Anton Gorbach[23]
- 1970–1998 Gerhard Köhlmeier (ÖVP)[23]
- 1998–2010 Hugo Rogginer[23]
- 2010–2019 Harald Köhlmeier (ÖVP)[24]  Anmerkung 1
- 2019–2020 Eva-Maria Mair (ÖVP) Anmerkung 1
- seit September 2020 Martin Staudinger (SPÖ)[25]

Anmerkung 1 Am 6. Dezember 2019 erklärte Bürgermeister Harald Köhlmeier, Sohn des früheren Bürgermeisters Gerhard Köhlmeier, seinen sofortigen Rücktritt von allen politischen Funktionen. Seine Nachfolge trat am 19. Dezember 2019 die bisherige Vizebürgermeisterin Eva-Maria Mair an.

### Städtepartnerschaften
Hard unterhält folgende Gemeindepartnerschaften:
- Bagnoli di Sopra, Italien, seit 1986
- Balgach, Schweiz, seit 1995

### Wappen
Anlässlich der Markterhebung 1905 wurde Hard ein Wappen verliehen.

Die zentralen Motive des Wappens, das Segelschiff mit der dreilatzigen Montfortfahne (Emblem der Pfalzgrafen von Tübingen) am Mast sowie die beiden Bäume verweisen auf die einstige Bedeutung von Fischfang und Holzgewerbe für den Ort.
In der kaiserlichen Verleihungsurkunde wurde der Schild beschrieben:
„Ein goldener, durch eine eingebogene blaue Spitze geteilter Schild. In den beiden goldenen Feldungen wächst aus grünem Rasenboden je ein natürlicher verzapfter Tannenbaum empor. Die Spitze erfüllt im Schildfuße ein natürlich gewelltes Gewässer, auf welchem ein Schiff, wie solche unter dem Namen Lädi auf dem Bodensee gebräuchlich sind, in einer natürlichen Form und Farbe schwimmt. Sein Mast trägt ein weißes, von einem blauen Streifen pfahlweise durchzogenes viereckiges Segel, über welchem eine Flagge flattert, die in silberfarbenem Felde ein rothes goldbefranztes Kirchenbanner zeigt. Das Steuer ist an der linken Seite des rückwärtigen Schiffsende angebracht. Den Schild umgibt eine ornamentale bronzefarbene Randeinfassung.“

## Persönlichkeiten
- Benedikt Bilgeri (1906–1993), Gymnasiallehrer und Historiker
- Emil Bonetti (1922–2007), katholischer Kaplan und Leiter mehrerer Sozialprojekte sowie Widerstandskämpfer gegen den Nationalsozialismus
- Otto Burtscher (1910–1991), Geschäftsführer der Gewerbesektion der Handelskammer und Vorarlberger Rotkreuzpräsident
- Manfred Dörler (1941–2004), Landtagspräsident, ÖAAB-Obmann, VOGEWOSI, IFS
- Lorenz Dür (1885–1936), Priester und Politiker (CS)
- Ernst Fehr (* 1956), Ökonom
- Johannes Fend (* ≈1996), Musiker
- Sonja Gigler (* 2001), Freestyle-Skierin, Juniorenweltmeisterin im Ski Cross
- Elena Herburger (* 1966), Universitätsprofessorin für Linguistik an der Georgetown University in Washington
- Hermann Hermann (1870–1933), Politiker (SdP)
- Samuel Jenny (1837–1901), Unternehmer und Altertumsforscher
- Anton Jussel (1816–1878), Landeshauptmann Vorarlbergs (1873–1878)
- Dennis Kloser (* 1991), Fußballspieler
- Harald Kloser (* 1956), Komponist, Drehbuchautor und Produzent (2012; The Day After Tomorrow)
- Walter Kölbl (* 1948), Bildhauer und Architekt
- Gerhard Köhlmeier (1938–2006), langjähriger Bürgermeister
- Michael Köhlmeier (* 1949), Schriftsteller
- Hugo Lunardon (1893–1940), von den Nationalsozialisten ermordeter Gendarmeriepostenkommandant von Dornbirn
- Gerald Matt (* 1958), Direktor und Kurator der Kunsthalle Wien
- Anna Mayr (1922–1966), Diplom-Krankenschwester, Politikerin, Abgeordnete zum Vorarlberger Landtag
- Georg Meusburger (* 1938), Ehrenbürger von Hard, Pfarrer bis 2013
- Othmar Motter (1927–2010), Graphiker
- Karl Pesta (1871–1945), Politiker, Bundesverkehrsminister (1920–1921)
- Gerhard Schwarz (* 1951), österreichisch-schweizerischer Journalist
- Samuel Schindler (1762–1830), Textilfabrikant
- Eugen Stadelmann (1919–1998), Lehrer, Schuldirektor und Heimatdichter
- Martin Staudinger (* 1979), Politiker (SPÖ)
- Matthias Sutter (* 1968), Volkswirt
- Jürgen Weiss (* 1947), Politiker (ÖVP)
- Adalbert Welte (1902–1969), Schriftsteller